# アカデミー国際長編映画賞南アフリカ代表作品の一覧
南アフリカ共和国は1989年に初めてアカデミー国際長編映画賞に映画を出品した。アカデミー外国語映画賞はアメリカ合衆国の映画芸術科学アカデミー（AMPAS）が主催し、アメリカ合衆国以外の国で製作され、主要な会話が英語以外で占められた長編映画を対象としており、1956年度より設置されている。
これまでノミネートに至ったのはダレル・ルートの『Yesterday』とギャヴィン・フッドの『ツォツィ』である。フッドの『ツォツィ』は第78回アカデミー賞外国語映画賞を受賞した。

## 代表作
1956年よりAMPASは外国語映画賞を設置し、各国のその年最高の映画を招待している。外国語映画賞委員会はプロセスを監視し、すべての応募作品を評価する。その後、委員会は5つのノミネート作品を決定するために秘密投票を行う。以下は南アフリカの代表作品の一覧である。
| 年 （授賞式）   | 日本語題   | 出品時の英題              | 言語                                       | 監督                     | 結果             |
| --------------- | ---------- | ------------------------- | ------------------------------------------ | ------------------------ | ---------------- |
| 1989 （第62回） | マパンツラ | Mapantsula                | ズールー語、アフリカーンス語、ソト語、英語 | オリヴァー・シュミッツ   | 落選             |
| 1997 （第70回） |            | Paljas                    | アフリカーンス語                           | Katinka Heyns            | 落選             |
| 2004 （第77回） |            | Yesterday                 | ズールー語                                 | ダレル・ルート           | ノミネート       |
| 2005 （第78回） | ツォツィ   | Tsotsi                    | ズールー語、コサ語、アフリカーンス語、英語 | ギャヴィン・フッド       | 外国語映画賞受賞 |
| 2008 （第81回） |            | Jerusalema                | アフリカーンス語、英語、ツォツィタール     | ラルフ・ジマン           | 落選             |
| 2009 （第82回） |            | White Wedding             | ズールー語、コサ語、アフリカーンス語、英語 | ジャン・ターナー         | 落選             |
| 2010 （第83回） |            | Life, Above All           | 北ソト語                                   | オリヴァー・シュミッツ   | 最終選考         |
| 2011 （第84回） |            | Beauty                    | アフリカーンス語                           | オリバー・ハーマヌス     | 落選             |
| 2012 （第85回） |            | Little One                | ズールー語                                 | ダレル・ルート           | 落選             |
| 2013 （第86回） |            | Four Corners              | アフリカーンス語                           | イアン・ガブリエル       | 落選             |
| 2014 （第87回） |            | Elelwani                  | ヴェンダ語                                 | Ntshavheni wa Luruli     | 落選             |
| 2015 （第88回） |            | The Two of Us             | ズールー語                                 | アーネスト・ンコシ       | 落選             |
| 2016 （第89回） |            | Call Me Thief             | アフリカーンス語                           | ダリン・ジョシュア       | 落選             |
| 2017 （第90回） |            | The Wound                 | コサ語                                     | ジョン・トレンゴーブ     | 最終選考         |
| 2018 （第91回） |            | Sew the Winter to My Skin | アフリカーンス語、コサ語、英語             | ジャーミル・X・T・クベカ | 落選             |
| 2019 （第92回） |            | Knuckle City              | コサ語                                     | ジャーミル・X・T・クベカ | 落選             |
| 2020 （第93回） |            | Toorbos                   | アフリカーンス語                           | レナ・ヴァン・ローエン   | 落選             |
| 2021 （第94回） |            | Barakat                   | アフリカーンス語、英語                     | エイミー・イェフタ       | 落選             |